# Scream (hudební skupina)
Scream byla americká hardcoreová kapela, která působila od roku 1981 do roku 1990. Kapelu založil ve Virginii Peter Stahl, jeho bratr kytarista Franz Stahl, basista Skeeter Thompson a bubeník Kent Stax. V kapele později hrál na bicí i Dave Grohl, známý svým pozdějším působením v Nirvaně a Foo Fighters.